# رافي زاكارياس
فريدريك أنطوني رافي كومار زاكارياس (بالإنجليزية: Ravi Zacharias)‏ (من مواليد 26 مارس 1946)، هو عالم لاهوت دفاعي كندي أمريكي من أصل هندي. ويدافع عن الإنجيلية، زاكارياس هو مؤلف للعديد من الكتب المسيحية، بما في ذلك الكتاب الفائز بجائزة الميدالية الذهبية للكتاب عن كتاب هل يمكن للإنسان أن يعيش بدون الله؟ في فئة «اللاهوت والعقيدة» والكتاب الأكثر مبيعا ضوء في ظل الجهاد والناسج الكبير. وهو مؤسس ورئيس مجلس إدارة خدمات رافي زاكارياس الدولية ومجموعة من البرامج الإذاعية مثل دع شعبي يفكر و مجرد التفكير، وأستاذ زائر في قاعة ويكليف ب أكسفورد، حيث يدرس علوم الدفاع عن المسيحية والتبشير. إرتأى زاكارياس مقعدا في التبشير والفكر المعاصر في كلية نياك 1981-1984. أشار القائد الإنجيلي المسيحي تشارلز كولسون لزاكارياس بأنه «عالم اللاهوت الدفاعي العظيم في عصرنا». ويعتبر زاكارياس شخصية بارزة في حركة المثقفين الإنجيليين.

## النشأة
ولد زاكارياس في مدراس، الهند. كانت والدته من مدراس في حين كان والده من ولاية كيرالا. نشأ وترعرع في دلهي. وفقا لزاكارياس، ذكرت والدته أنه قبل زواجها كان هناك مبشرين ألمانيين سويسريين قد تحدثوا إلى جدوده البراهمة عن المسيحية فتحولت إليها وأصبحت منبوذة من قبل عائلتها البراهمة ومن المجتمع. ونشأ زاكارياس في بيت إنجيلي شكلي، وكان ملحدا حتى سن 17 عندما حاول الإنتحار عن طريق ابتلاع السم. وأثناء وجوده في المستشفى، جلب عامل مسيحي محلي له الكتاب المقدس وقال لوالدته أن تقرأ له من يوحنا 14. يقول زاكارياس أنه تأثر بالآيه 19 ولمسته والتي تقول: «إني أنا حي فأنتم سحيون». وقال إنه إعتقد في نفسه «قد يكون هذا أملي الوحيد: هناك طريقة جديدة لعيش الحياة على النحو الذي حدده مؤلف الحياة». وأنه قام بتسليم حياته للمسيح بصلاته: «يسوع إذا كنت أنت الذي يعطي الحياة كما من المفترض أن تكون، فأنا أريدها. أرجوك إنتشلني من سرير المستشفى سريعا، وأعدك بأنني لن أدخر وسعا في السعي وراء الحقيقة». في عام 1966 هاجر زاكارياس مع عائلته إلى كندا، وحصل على شهادته الجامعية من كلية أونتاريو للكتاب المقدس في عام 1972. وله درجة الماجستير في اللاهوت من جامعة الثالوث الدولية.

## الخدمة

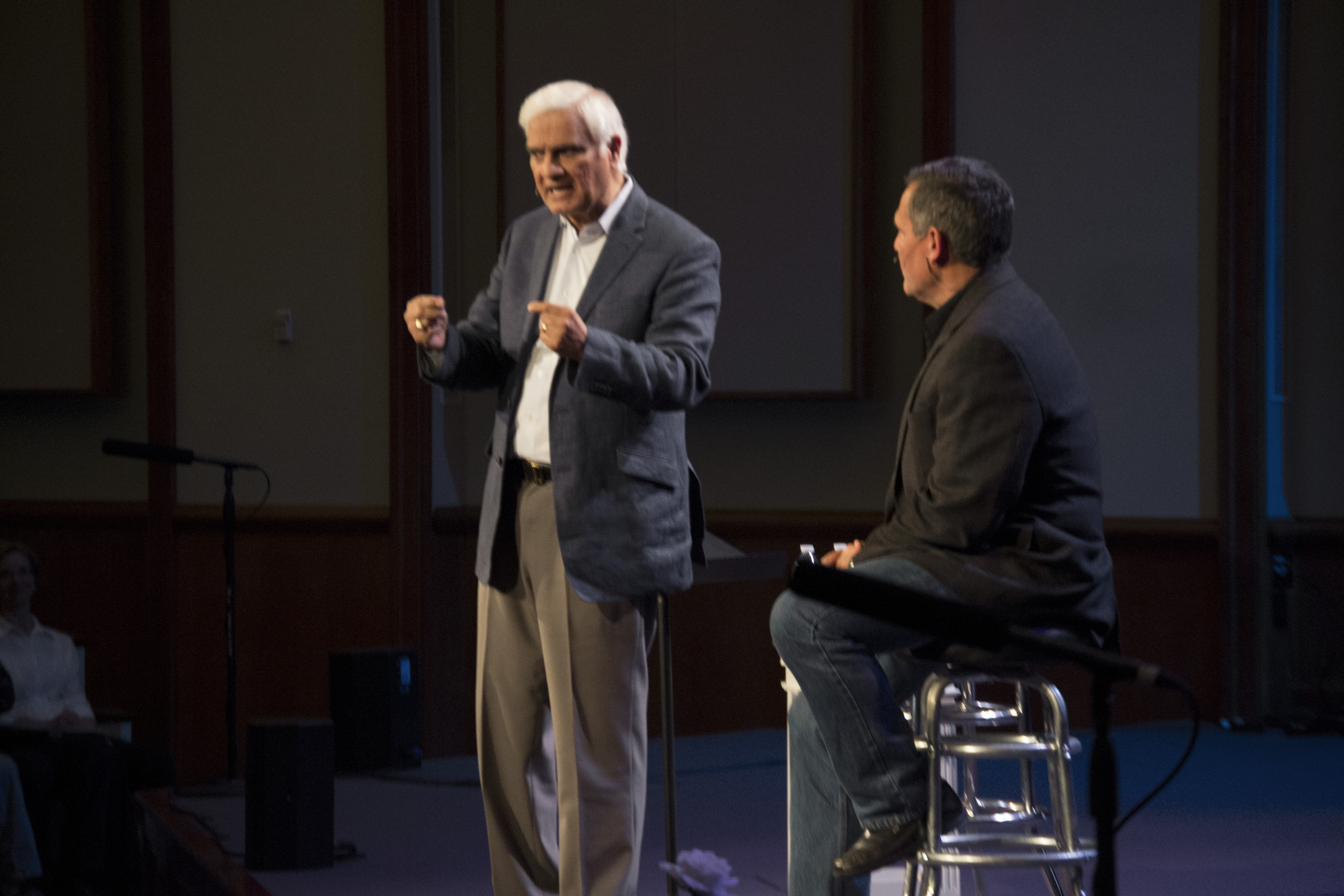
رافي زاكارياس يتحدث إلى القس جو كوفي في كنيسة جماعة المسيح عن الإجابة على الإعتراضات على المسيحية.دُعي

زاكارياس لقضاء صيف عام 1971 في فيتنام، حيث بشّر للجنود الأمريكيين، فضلا عن أسرى الحرب والفيتكونغ. بعد تخرجه من كلية أونتاريو للكتاب المقدس، بدأ خدمة التجول مع التحالف المسيحي والتبشيري في كندا. في عام 1974 أرسله التحالف إلى كمبوديا، حيث بشر لوقت قصير قبل سقوطها في يد الخمير الحمر. وفي عام 1977، وبعد تخرجه من الثالوث، تم تكليف زاكارياس بالتبشير في جميع أنحاء العالم.
في عام 1983، دُعي زاكارياس أن يتكلم في أمستردام في مؤتمر رابطة بيلي غراهام الإنجيلية السنوي. ومن هنا لاحظ عدم وجود خدمة في مجال اللاهوت الدفاعي. بعد أمستردام، قضى زكريا التبشير في الصيف بالهند، حيث واصل النظر في أمر الحاجة إلى خدمة الدفاع عن العقائد المسيحية، وذلك لقيادة الناس إلى المسيح وتدريب القادة المسيحيين. في أغسطس تأسست خدمة رافي زاكارياس الدولية عام 1984 في تورونتو بكندا ليواصل دعوته بأنه «مبشر كلاسيكي في ساحة المقاومة الفكرية». اليوم يقع مقرها الرئيسي في أتلانتا، جورجيا، ولها مكاتب في كندا، إنجلترا، الهند، سنغافورة والإمارات العربية المتحدة. وتم تعيينه في وقت لاحق من قبل التحالف المسيحي التبشيري وتكليفه بأن يكون مبشر دولي.
في عام 1989، بعد وقت قصير من سقوط جدار برلين، دعي زاكارياس أن يتكلم في موسكو. في حين أنه هناك تحدث للطلاب في أكاديمية لينين العسكرية وكذلك للقادة السياسيين في مركز الاستراتيجية الجيوسياسية. وكانت هذه هي أول الفرص لبداية العديد من خدمات التبشير تجاه العالم السياسي. وتضمنت الفعاليات المستقبلية دعوة إلى بوغوتا، كولومبيا في عام 1993، حيث تحدث إلى لجنة القضاء على أهمية وجود أساس أخلاقي متين.
تفرغ زاكارياس في عام 1990، وقضى جزءا من تلك السنة كباحث زائر في جامعة كامبردج. هناك سمع محاضرات من قبل رجال مثل ستيفن هوكينغ ودرس تحت أساتذة مثل جون بولكينغورني ودون كوبيت. كما كتب أول كتاب له: ملامح محطمة: الوجه الحقيقي لالإلحاد. وفي عام 1993 دُعي زاكارياس كي يتكلم في أول منتدى فيريتاس له في جامعة هارفارد، وفي وقت لاحق بتلك السنة أصبح واحدا من المتحدثين الرئيسيين في أوربانا. وتواصل زاكارياس ليكون ضيفا متكررا في هذه المنتديات، ليفعل كلا من إلقاء المحاضرات والإجابة على الطلاب في جلسات الأسئلة والأجوبة في المؤسسات الأكاديمية مثل جامعة جورجيا، وجامعة ميشيغان، وجامعة بنسلفانيا.
اجتذب زاكارياس اهتمام وسائل الاعلام عام 2004 عندما فتحت كنيسة يسوع المسيح لقديسي الأيام الأخيرة منبر معبد البحيرة المالحة له لإعطاء سلسلة من الرسائل. ألقى زاكارياس خطبة حول «من هو الحق؟ دفاعا عن يسوع المسيح كونه الطريق والحق والحياة» ل 7000 من الأشخاص العاديين والعلماء من الكنيسة ومخيمات البروتستانتية على حد سواء في خطوة افتتاحية نحو حوار مفتوح بين المعسكرين.
وانتقد بعض الإنجيليين قرار زاكارياس بعدم استخدام هذه الفرصة ليعالج بشكل مباشر الخلافات «العميقة والأساسية» بين الإيمان المسيحي التاريخي وإيمان كنيسة يسوع المسيح لقديسي الأيام الأخيرة. أجاب بإدعاءه أنه لا ينبغي على المسيحيين أن يدينوا فورا الخلافات اللاهوتية المورمونية. ولكن «بلطف تبنى خطوة تلو الأخرى نحو توصيل إيماننا بكل وضوح وإقناع». وقال ان هذا فعّال كما لو أن شخص يُظِهر أخطاء إيمانهم. المشاركة في النقاش كادت على وشك أن تخرب بسبب إدعاء منظم الحدث جريج جونسون بأن زاكارياس ليس له علاقة بتحرير كتاب مملكة الطوائف وأقرض فقط اسمه إلى الطبعة الأخيرة. وإعتذر جونسون لاحقا عن تعليقه هذا.
زاكارياس هو محاضر متكرر رئيسي للطائفة الإنجيلية في مناسبات عدة مثل مؤتمر مستقبل الحق عام 2004، والمؤتمر الوطني الديني للإعلاميين عام 2005، والمؤتمر الوطني عن المسيحية في عام 2006. وفي ليال متتالية من أكتوبر 2007، خاطب أولا الطلاب وأعضاء هيئة التدريس من جامعة فرجينيا للتكنولوجيا، ثم مجتمع بلاكسبرج بولاية فرجينيا، حول موضوع الشر والمعاناة في أعقاب مذبحة جامعة فرجينيا للتكنولوجيا. زاكارياس كانت قد مثلت اسمه الطائفة الإنجيلية في مناسبات مثل اليوم الوطني للصلاة في واشنطن، والصلاة السنوية في الأمم المتحدة، وصلاة الاتحاد الأفريقي في مابوتو بموزمبيق، والرئيس الفخري لليوم الوطني لفرق الصلاة بعام 2008.
تم إستقبال زاكارياس في مشروع الحقيقة تركيز على الأسرة. في نوفمبر 2009، وقع زاكارياس على بيان مسكوني المعروف باسم  إعلان مانهاتن الذي يؤكد على أن قدسية حياة الإنسان، وكرامة الزواج بأنه اتحاد بين الزوج والزوجة، وحرية الدين هم المبادئ الأساسية للعدالة والمصلحة العامة.

## الأسرة
في مايو 1972، تزوج زاكارياس مارغريت رينولدز، التي التقى بها في مجموعة الشباب بكنيسته. ولديهما ثلاثة أبناء: سارة، ونعومي، وناثان.
يذكر زكريا أن رؤية كونية متماسكة يجب أن تكون قادرة على تقديم إجابة مرضية لأربعة أسئلة: أصل الحياة ومعنى الحياة والأخلاق والمصير. ويقول أنه في حين أن كل الديانات الكبرى تضع إدعاءات حصرية عن الحقيقة، فإن الإيمان المسيحي فريد من نوعه في قدرته على الإجابة عن جميع الأسئلة الأربعة. يتحدث زاكارياس بشكل روتيني عن تماسك النظرة المسيحية، قائلا ان المسيحية قادرة على تحمل أقسى الهجمات الفلسفية. ويؤمن زكريا أن عالم اللاهوت الدفاعي يجب أن يجادل من ثلاثة مستويات: المستوى النظري، ليصطف منطق الحجة. الفنون، للتوضيح. و«نقاش طاولة المطبخ»، للإبرام والتطبيق. أسلوب زكريا في اللاهوت الدفاعي يركز في الغالب على الإجابات المسيحية للأسئلة الوجودية الكبرى في الحياة.
زكريا خصم للشذوذ الجنسي، بحجة أنه لا يستطيع أن «يبرر انحراف من النشاط الجنسي البشري في حياة شخص ما» ومشيرا إلى أن «الميل المثلي لا يبرر التعبير... هذا ميل».